# Дургапур (город, Нетрокона)
Дургапур (бенг. দূর্গাপুর, англ. Durgapur) — город и муниципалитет на северо-востоке Бангладеш, административный центр одноимённого подокруга. Площадь города равна 10,8 км². По данным переписи 2001 года, в городе проживало 20 491 человек, из которых мужчины составляли 50,95 %, женщины — соответственно 49,05 %. Уровень грамотности населения составлял 47,5 % (при среднем по Бангладеш показателе 43,1 %).